# 輕談淺唱不夜天
《輕談淺唱不夜天》是香港電台在深夜播放的音樂節目，於星期一至日凌晨2時至6時播放，內容主要是播放歌曲及訴說心事，接受聽眾透過傳真、facebook及香港電台討論區（討論區在2015年7月試行關閉，改用Facebook）點唱。第二台及普通話台會由凌晨2時起播放聯合節目，多由香港電台第二台的唱片騎師擔任節目主持。

## 歷史
該節目是香港電台較為長壽的深夜節目，早於1980年3月30日深夜3月31日凌晨2時首播，首個主持人鄭寶雯曾擔任主持星期四深夜、星期五深夜、星期六深夜、星期日深夜。
1980年3月31日深夜4月1日凌晨2時，梁燕芳曾擔任主持星期一深夜、星期二深夜、星期三深夜。
1980年5月，蔡楓華曾擔任主持星期六深夜、星期日深夜。
1981年8月，夏妙然曾擔任主持星期六深夜。
1983年，鄭丹瑞曾擔任主持。
1983年9月，蔡雅各和林娓娓曾擔任主持星期六深夜、日深夜。
1984年11月，陳潔靈曾擔任主持星期一深夜。
1986年，黃靄君曾擔任主持。
1980年代初期的主持人包括杜家寶、何錦華和以播放經典歌曲為主的鄧拱壁。
1988年，周慧敏曾擔任主持。
1980年代末，黃凱芹曾擔任主持。
1990年6月，陳永業曾擔任主持。
1990年代末，歐陽德勛曾擔任主持。
2000年代，容羨媛曾擔任主持。張偉基曾擔任主持長達六年，並於2012年1月21日（年廿八）宣佈離開節目。隨後香港電台第二台以五位DJ暫代張偉基，並推出輕談淺唱不夜天新年Special。
2004至2006年，黃冠斌曾擔任主持。
2004年至2007年，區文詩曾擔任主持。
2009年12月27日深夜12月28日凌晨2時開始，尹子龍（紫龍）擔任主持。
2012年1月27日深夜1月28日凌晨2時開始，吳學斌（司勳）曾擔任主持，並於2014年7月31日深夜8月1日早上6時宣佈離開節目。
2012年5月28日深夜5月29日凌晨2時開始，白原顥抱恙休息，首半小時由《有冇搞錯》主持暫替。
2013年5月12日深夜5月13日凌晨2時開始，馮迪桑（Tiksan 的神）曾擔任主持，並於2013年11月30日深夜12月1日早上6時宣佈離開節目。
2014年4月12日深夜4月13日凌晨2時開始，彭凱源（凱源）曾擔任主持，並於2016年7月23日深夜7月24日早上6時宣佈離開節目。
2014年6月6日深夜6月7日凌晨2時開始，陳秋璇（秋璇）曾擔任主持，並於2016年8月26日深夜8月27日早上6時宣佈離開節目。
2014年8月3日深夜8月4日凌晨2時開始，丘國盛（波盛）曾擔任主持星期日深夜，並於2016年4月24日深夜4月25日早上6時宣佈離開節目。
2015年9月19日深夜2015年9月20日凌晨、2016年1月22日深夜2016年1月23日凌晨、2016年4月10日深夜4月11日凌晨、2016年4月30日深夜5月1日凌晨，郭立文曾為此節目替更的主持。
2016年5月1日深夜5月2日凌晨2時開始，曾潔盈加盟香港電台擔任主持星期日深夜。
2016年9月2日深夜9月3日凌晨2時開始，廖麒鏘（艾力）加盟香港電台擔任主持星期五深夜、星期六深夜，並於2021年4月10日深夜4月11日早上6時宣佈離開節目，改為主持《音樂說》以接替放長假的王耀祖，而該時段由尹子龍（紫龍）頂替直至2021年5月8日深夜5月9日早上6時。
2016年9月3日深夜9月4日凌晨，胡世傑曾為此節目替更的主持。 
由2017年9月4日凌晨零時開始，因數碼聲音廣播服務終止，香港電台第一台取消於2時30分起聯合播放的安排，港台第一台於逢周一凌晨2時至4時、逢周二至周五凌晨2時30分至4時，及逢周六凌晨2時30分至早上6時改為播放《有聲好書》（廣東話版本），於逢周一至周五凌晨4時至5時改為播放《大自然之聲》。
由於受新型肺炎疫情影響，香港電台中文台於2020年7月21日起，每晚11時至翌日早上安排第一台、第二台、第五台及普通話台聯合廣播，該節目因而暫停播出，原有時段改為重播廣播劇《香港故事》、《周未午夜場》、錄音節目《有聲好書》、《大自然之聲》及特備節目《我們在乎你》。2020年7月30日起重新廣播，但改為逢星期二至日凌晨1時至2時及星期一凌晨1時至2時30分播放。2020年8月17日起再次更改播放時間，逢星期二至六凌晨0時至2時、星期日凌晨1時至2時及星期一凌晨1時至2時30分播放。2020年8月25日起回復正常播放時間。
由於受2020年末新一輪新型肺炎疫情影響，香港電台中文台於2020年12月11日起，每晚11時至翌日早上安排第一台、第二台、第五台及普通話台聯合廣播，節目再次更改播放時間，更改後播出時間為逢星期二至日凌晨0時至2時及星期一凌晨0時至2時30分播放。原有時段改為重播廣播劇《香港故事》、《周未午夜場》、錄音節目《有聲好書》、《大自然之聲》。2021年2月9日起，再有一次調動，改為星期二至四凌晨0時至2時於第一台及第二台聯播，原有時段加入播出《音樂說》、《那些年 張偉基》及《Sunday任我行》。
2021年2月18日深夜2月19日起，此節目回復原本時間播出。
2021年5月14日深夜5月15日凌晨2時開始，岑亮加盟香港電台擔任主持星期五深夜。
2021年5月15日深夜5月16日凌晨2時開始，劉沛龍加盟香港電台擔任主持星期六深夜。
2024年9月10日深夜9月11日凌晨2時開始，星怡加盟香港電台擔任主持星期一深夜。
2025年7月8日深夜7月9日凌晨2時開始，余茵娜加盟香港電台擔任主持星期一深夜。

## 節目主持
- 星期一：星怡
- 星期二︰余茵娜
- 星期三：張家樂
- 星期四：岑亮
- 星期五：岑亮
- 星期六：劉沛龍
- 星期日：陶仔

## 曾主持此節目的主持
| - 鄭寶雯 - 梁燕芳 - 蔡楓華 - 夏妙然 - 鄭丹瑞（阿旦） - 蔡雅各 - 林娓娓 - 陳潔靈 - 黃靄君 - 杜家寶 - 何錦華 - 鄧拱壁 - 周慧敏 | - 黃凱芹 - 陳永業 - 歐陽德勛 - 容羨媛（Fion） - 張偉基 - 黃冠斌（斌仔） - 區文詩（Angela） - 白原顥 - 馮迪桑（Tiksan 的神） - 陳小芝 - 羅曼穎 - 西施（午夜西施） - 鄭子誠 - 梁奕倫 - 丘凱敏 - 梁繼璋 - 周國豐 - 李正心（Teresa） - 李慧娜（拿拿淋） - 曾智華 - 阮兆祥 - 楊思穎 - 陳海恆 - 李丹拿 - 黎國輝（阿感） - 梁德輝（Eric） - 廖俊傑（Jack） - 黃天頤（天頤） | - 李興華（Kelvin） - 鍾健威（Ray） - 陳漢詩 - 郭偉安 - 梁兆輝 - 今明 - 吳學斌（司勳） - 梁學曦（阿希） - 丘國盛（波盛） - 彭凱源（凱源） - 陳秋璇（秋璇） - 小Mag - 阿樂 - 廖麒鏘（艾力） - 紫龍 - 敖嘉年 |

## 曾為此節目替更的主持
- 黃冠斌（斌仔）、彭詠儀（Morle）及蒙為亮（阿O）（有冇搞錯特別版）
- 劉偉恒
- 林蕙（Barbie）
- 郭立文
- 梁禮勤
- 胡世傑
- 李司政
- Steven鄧偉傑

## 節目主題曲
- 蔡楓華《輕談淺唱》（1980年－？；2022年1月21日至今）
- RubberBand《輕談淺唱》（？－2022年1月16日）

## 節目背景音樂
- S.E.N.S.《風のように Like a Wind 明日之風》

## 同類節目
- Night Music（香港電台第三台及第四台節目）
- 一切從音樂開始（商業電台雷霆881及叱咤903聯播節目）
- 是夜不是夜（新城電台新城娛樂台節目，已停播）
- 越夜越音樂（新城電台新城知訊台及新城財經台聯播節目，已停播）
- 流行直播室（新城電台新城知訊台及新城財經台聯播節目，已停播）
- 寂寞「留聲」群（新城電台新城知訊台及新城財經台聯播節目，已停播）
- 我們的那些年（新城電台新城知訊台及新城財經台聯播節目，已停播）
- 997 航空（新城電台新城知訊台及新城財經台聯播節目，已停播）
- 只想聽音樂 （新城電台新城知訊台及新城財經台聯播節目）

## 資料來源
- RTHK特寫青春 黃靄君1986 輕談淺唱不夜天
- Muzikland 樂多日誌
- Matxela 無畏思索:我愛不夜天
- 暗示港英年代已開始政治干預 吳錫輝：港台出路在獨立 （页面存档备份，存于）
- 周慧敏 主持節目
- 黃凱芹 平常心 （页面存档备份，存于）
- 輕談淺唱不夜天 1989年錄音
- 2012-05-28 輕談淺唱不夜天 （页面存档备份，存于） 白原顥抱恙休息，首半小時由《有冇搞錯》主持暫替

## 外部連結
- 輕談淺唱不夜天 Facebook專頁
- 香港電台 輕談淺唱不夜天 重溫各集 （页面存档备份，存于）

| 前一節目： C Hing 祠堂（星期一至星期五） 自己人（星期六） Sunday任我行（星期日） | 香港電台第二台節目 星期一至星期日凌晨2時至早上6時                                      | 下一節目： 晨光第一線（星期一至星期五） 知識會社（星期六） Beautiful Sunday（星期日） |
| 前一節目： 香港故事（星期一至星期五） 月夜樂逍遙（星期六至星期日）               | 香港電台普通話台節目 星期一至星期五凌晨2時30分至早上6時 星期六至星期日凌晨2時至早上6時 | 下一節目： 晨光第一線（星期一至星期五） 知識會社（星期六） Beautiful Sunday（星期日） |